# Hanstjärnen (Hanebo socken, Hälsingland)
Hanstjärnen är en sjö i Bollnäs kommun i Hälsingland och ingår i Ljusnans huvudavrinningsområde. Tjärnen ligger ca fyra kilometer nordväst om Kilafors i byn Sörfly.

## Historik
Här på tjärnen plogades det upp för bandyspel under 1950-talet. Sörfly BK bandylag spelade sina hemmamatcher här.